# Sjeveroistočnokavkaski jezici
Sjeveroistočni kavkaski jezici (takođen nazivani nahsko-dagestanski, dagestanski su jezična porodica s monogim jezicima koji se govore na Kavkazu. Ukupno 29 jezika
Ova porodica je poznata po kompleksnoj fonologiji (do 60 suglasnika ili do 30 samoglasnika u nekim jezicima), imenskim klasama, ergativnoj strukturi rečenice i velikom broju padeža.
Izumrle jezike hurijski i urartski neki također svrstavaju u ovu porodicu.
a. Avarsko-Andijski (9):
a1. Andijski (8): ahvahski [akv], andijski (andski) [ani], bagulalski [kva], botlihski [bph], čamalalski [cji], godoberski [gdo], karatinski (Karata) [kpt], tindijski [tin].
a2. Avarski (1): avarski [ava]
b. Dargvinski (1): darginski [dar]. Ponekad se s lakskim spaja u laksko-dargvinske jezike.
c. Hinalugski (1): hinalugski [kjj]
d. Lakski (1): lakski [lbe]
e. Lezginski (9):
e1. Arčinski (1): arčinski [aqc]
e2. Nuklearni lezginski (7):
a. Istočnolezginski (3): agulski [agx], lezginski [lez], tabasaranski [tab].
b. Južnolezginski (2): buduhski [bdk], krizijski (kritski) [kry]
c. Zapadnolezginski (2): rutulski [rut], cahurski [tkr]
e3. Udinski (1): udinski [udi]
f. Nahski (3):
f1. Bacijski (1): bacbijski [bbl].
f2. Čečensko-inguški ili vajnahski (2): čečenski [che], inguški [inh]
g. Cezijski (cezski) (5):
g1. istočnocezijski (2): bežta [kap], hunzibski [huz]
g2. zapadnocezijski (3): didojski (cezijski)  [ddo], hinuhski [gin], hvaršinski [khv].
Nahsko-dagestanski jezici po jednoj ranijoj podijeli dijelili su se na:
a. Vajnahski jezici (vainakh, veinakh): s čečenskim, inguškim i bacbijskim.
b. Dagestanski jezici:
b1. Avarsko-andsko-didojski jezici, avarski, andski, didojski (cezski), bežta, hinuhski, hvaršinski, tindijski, botlihski, hunzibski, godoberski, čamalalski, bagulalski, karatinski, ahvahski.
b2. Laksko-dargvinski jezici: lakski i darginski.
b3. Lezginski jezici: arčinski, hinaluški, lezginski, tabasaranski, agulski, rutulski, cahurski, udinski, buduhski, kritski; staroudinski se naziva i agvanski.

## Vanjske poveznice
- Ethnologue (14th)
- Ethnologue (15th)
- Tree for East Caucasian  Arhivirana inačica izvorne stranice od 18. rujna 2008. (Wayback Machine)
- Nakho-Dagestanian languages